# Kelli Garner
Kelli Brianne Garner (ur. 11 kwietnia 1984 w Bakersfield w Kalifornii, USA) – amerykańska aktorka.

## Filmografia
- How to Get Laid at the End of the World (1999) jako Christmas
- Architecture of Reassurance (1999) jako Heather
- This Is How the World Ends (2000) jako Christmas
- Gorzka melodia (Time Share, 2000) jako Kelly
- Zabić drania (Bully, 2001) jako Heather Swallers
- Uziemieni (Grounded for Life, 2001–2002) jako Tracey (gościnnie)
- Love Liza (2002) jako dziewczyna Huffera
- Outside (2002) jako dziewczyna
- Buntownik (Hometown Legend, 2002) jako Josie
- Aviator (The Aviator, 2004) jako Faith Domergue
- Prawo i porządek: sekcja specjalna (Law & Order: Special Victims Unit, 2004) jako Brittany O’Malley (gościnnie)
- Skarbonki (Piggy Banks, 2004) jako Archer
- London (2005) jako Maya
- Nasza młodość (The Youth in Us, 2005) jako Alicia
- Anioł Stróż (Man of the House, 2005) jako Barb
- Return to Rajapur (2005) jako Samantha Hartley
- Rodzinka (Thumbsucker, 2005) jako Rebecca
- Kraina marzeń (Dreamland, 2006) jako Calista
- Miłość Larsa (Lars and the Real Girl, 2007) jako Margo
- Bez tajemnic (Normal Adolescent Behavior, 2007) jako Billie
- Załoga G (G-Force, 2009) jako Marcie
- Walden (2023) jako Emily Duperon